# Artisten
Artisten (alternativ Fürst der Manege oder Der 100. Harry-Piel-Film) ist ein deutscher Spielfilm aus dem Jahr 1935 mit Susi Lanner, Hans Junkermann, Hilde Hildebrand und Harry Piel, der nicht nur die männliche Hauptrolle spielte, sondern zugleich seine 100. Regiearbeit ablieferte. Das Drehbuch dazu hatte Max W. Kimmich nach Motiven aus dem Stummfilm Das Geheimnis des Zirkus Barré von 1920 verfasst.

## Inhalt
Der berühmte Artist Harry Peters probt seine neue Nummer für den Auftritt im Varieté Tivoli. Dabei assistiert ihm Hella Stoll, die Tochter eines befreundeten Artistenehepaares, für die Harry die Vormundschaft übernommen hat, seit ihre Eltern vor Jahren tödlich verunglückt sind. Zur Premiere erscheint überraschend ein alter Freund von Harry, der Wiener Agent Franz Hofer, der auch Hella noch aus Kindertagen kennt. Er bemerkt sofort, dass Hella in ihren Ziehvater hoffnungslos verliebt ist, was dieser gar nicht wahrzunehmen scheint. Gleichzeitig wird Harry von der schönen Vera Leander umschwärmt, der er nach anfänglichem Zögern auch mit Haut und Haaren verfällt. Erst nach einem beinahe tödlichen Unfall während einer Trapeznummer kommt er wieder zu sich und versucht sich von ihr zu lösen. Als er feststellt, dass die enttäuschte Hella inzwischen offenbar mit dem Zauberer Morelli davongelaufen ist, beginnt er diesen voller Eifersucht zu suchen. Er findet ihn schließlich in seiner Garderobe, wo er sich die Haare färbt. Zu seiner Überraschung entpuppt sich Morelli als der ehemalige Geschäftsführer des Zirkus Stoll. Er war seinerzeit mit der Kasse verschwunden, und die Aufregungen um ihn hatten letztlich zu dem tödlichen Unfall von Hellas Eltern geführt. Nachdem er ihn endlich der Polizei übergeben hat, fahndet Harry weiter nach Hella. Er findet sie schließlich bei seinem Freund Hofer, der eine klärende Aussprache herbeiführt. Am Ende werden Harry und Hella ein glückliches Paar.

## Rezeption
„Tausendsassa Harry Piel brilliert in seinem 100. Film als vielseitiger Dresseur und Equilibrist.“

„Auch in Harry Piels hundertstem (!) Film sind natürlich die Tiere wieder die wichtigsten Darsteller. Der Umgang mit Tieren war seine Domäne; das machte ihm so leicht niemand nach.“

Die Filmprüfstelle verlieh Artisten das Prädikat „künstlerisch wertvoll“.